# Armstrong Siddeley Tiger
L'Armstrong Siddeley Tiger era un motore aeronautico radiale a 14 cilindri doppia stella raffreddato ad aria sviluppato dall'azienda britannica Armstrong Siddeley negli anni trenta.
Sviluppato dal precedente Jaguar, venne costruito in diverse versioni, tutte però di prestazioni e dimensioni simili. Il Tiger VIII fu il primo motore per aerei britannico ad adottare un compressore a due velocità.

## Velivoli utilizzatori
Regno Unito
- Armstrong Whitworth AW.19
- Armstrong Whitworth AW.23
- Armstrong Whitworth AW.27 Ensign
- Armstrong Whitworth AW.29
- Armstrong Whitworth AW.38 Whitley
- Blackburn B-6
- Blackburn B-7
- Blackburn Shark
- Blackburn Ripon
- Fairey G4/31
- Handley Page H.P.51
- Short S.8 Calcutta